# Fronteira Arábia Saudita–Kuwait
A fronteira entre a Arábia Saudita e o Kuwait é uma linha de 222 km de extensão, no sentido leste-oeste, ao norte da Arábia Saudita, separando o país do Kuwait. A fronteira separa as duas maiores províncias do Kuwait, Al Ahmadi e Al Jahra, da região Oriental saudita, onde fica a cidade quase fronteiriça de Safaniya.

## Traçado
Seu traçado apresenta no leste, a partir do litoral do Golfo Pérsico (proximidades de Al Khiran), um trajeto quase retilíneo na direção dos Paralelos no primeiro terço da fronteira. A fronteira, no seu segundo terço, tem alguma sinuosidade e vai de sudeste para noroeste onde se inicia um segundo trecho final também quase retilíneo na direção dos paralelos. Esse terço final termina em tríplice fronteira Arábia Saudita-Kuwait-Iraque, nas proximidades de Al-Salmi.

## História
Essa fronteira foi inicialmente definida no final da Primeira Guerra Mundial, em 1918, quando o Kuwait passou a ser um protetorado britânico. Foi confirmada como fronteira entre dois países com a independência do Kuwait em 1961. O Iraque anexou o país, tornando o mesmo sua 19.ª província em 1990. Esse fato provocou a chamada Guerra do Golfo em 1991, quando os Estados Unidos lideraram uma coalizão (coligação) de países para libertar o Kuwait. Ao final dessa guerra a soberania do Kuwait lhe foi restituída.